# Bernat Guillem I. d’Entença
Bernat Guillem I. d’Entença (auch Bernard Wilhelm von Montpellier; † 1237) war ein katalanischer Adliger okzitanischer Herkunft im 13. Jahrhundert.

## Leben
Bernat Guillem war einer der Söhne aus der zweiten Ehe Wilhelms VIII. von Montpellier, deren Legitimität Papst Innozenz III. nicht anerkannte (siehe Dekretale Per Venerabilem). Offenbar war er für eine geistliche Laufbahn vorgesehen, zumindest wird er im Testament seines Vaters aus dem Jahr 1202 als Mönch in Girona und Lodève genannt. Zu einem unbekannten Zeitpunkt gab Bernat Guillem das Klosterleben auf und trat in den Dienst seines Neffen, des Königs Jakob I. von Aragón. Von diesem bekam er ein Lehen in Katalonien.  Ebenso wurde ihm von Jakob eine Ehe mit Jussiana d’Entença, Herrin von Alcolea, vermittelt, deren Cognomen er annahm und sich damit in die katalanische Nobilität naturalisierte.

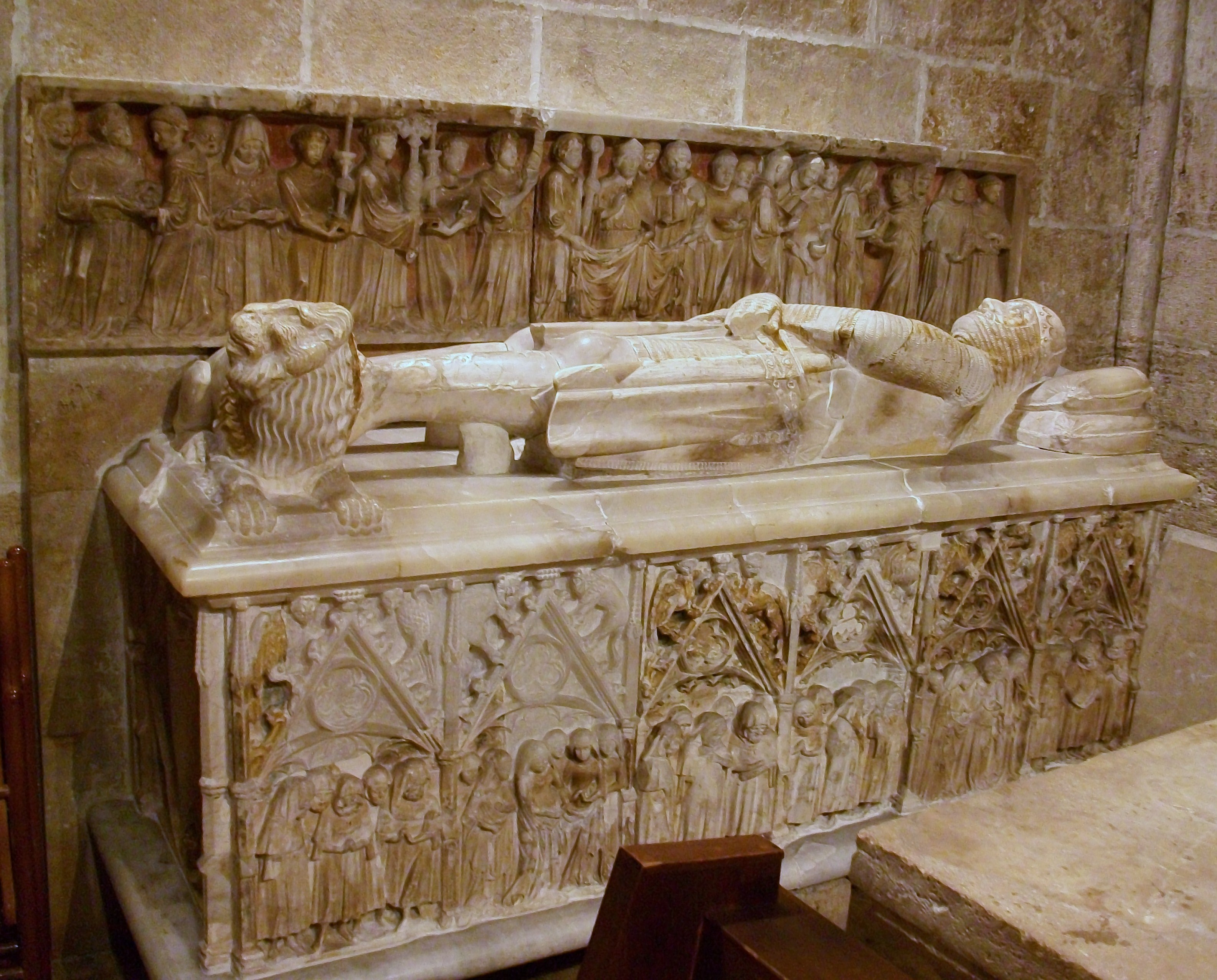
Der Sarkophag des Bernat Guillem d’Entença in der Abtei von El Puig.

Bernat Guillem engagierte sich bei den Eroberungszügen seines Neffen gegen die Mauren. Nach einer Offensive in das maurische Taifa-Königreich von Valencia im Jahr 1237 wurde ihm die strategisch wichtige Anhöhe bei Cebolla (El Puig de Santa María) mit einer Garnison zur Bewachung unterstellt, während der König sich einstweilen nach Katalonien zurückzog. Der maurische Herrscher von Valencia, Zayyan, erkannte darin eine Chance zur Rückeroberung der Anhöhe und rückte mit seiner Hauptstreitmacht gegen diese vor. Noch ehe König Jakob nach El Puig hätte zurückmarschieren können, musste sich Bernat Guillem trotz seiner zahlenmäßigen Unterlegenheit am 15. August den Mauren in der Schlacht von El Puig de Santa María zum offenen Kampf stellen, in dem er einen vollständigen Sieg errang. Dieser Sieg trug maßgeblich zur Eroberung Valencias im folgenden Jahr bei. Bernat Guillem starb aber noch im Spätjahr 1237 an den Wunden, die er sich in der Schlacht von El Puig zugezogen hatte, und wurde in der neugegründeten Mercedarierabtei von El Puig bestattet.
Aus seiner Ehe entstammten zwei Söhne:
- Guillem d’Entença (* 1227/28, † ?).[6]
- Bernat Guillem II. d’Entença († nach 1296), Herr von Alcolea.